# Mešita al-Adžami

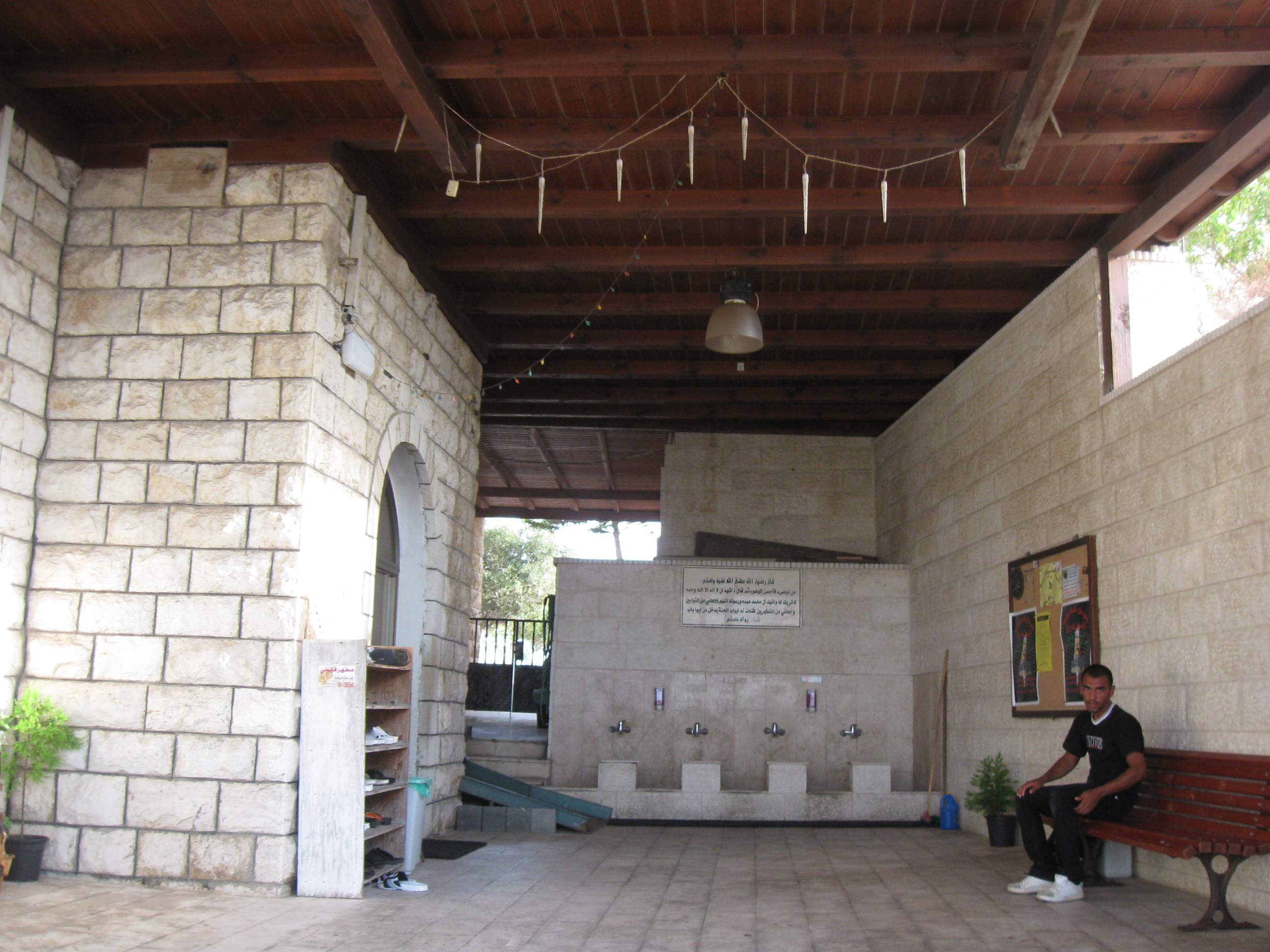
mešita al-Adžami

mešita al-Adžami (hebrejsky: מסגד עג'מי, Misgad Adžami, arabsky: Masdžíd al-Adžami) je mešita v jihozápadní části Tel Avivu v Izraeli, ve čtvrti Adžami v Jaffě.
Leží na jihozápadním okraji Tel Avivu, na pobřeží Středozemního moře, necelý 1 kilometr jižně od historického jádra Jaffy, v nadmořské výšce okolo 20 metrů. Je situována poblíž křižovatky ulic Kedem a ha-Kabarnit.